# Trimestre
Un trimestre és una unitat de temps que comprèn tres mesos d'un mateix any. Aquesta divisió s'usa especialment en el món escolar occidental, on cada avaluació de l'educació formal sol adequar-se a un trimestre, així com les qualificacions d'algunes universitats. És igualment una divisió molt emprada per dividir l'embaràs, amb etapes de risc i indicacions específiques (per exemple l'avortament als països on és legal se situa al primer trimestre). En aquest segon cas els trimestres comencen en el moment de la gestació i no tenen correlació amb l'any natural, mentre que en el primer cas (i en el de les publicacions trimestrals) sol haver-hi correspondència entre un trimestre i una estació de l'any. Els trimestres començant pel gener són una divisió habitual en economia per mesurar els indicadors de riquesa a curt termini.